# Michel d’Ornano

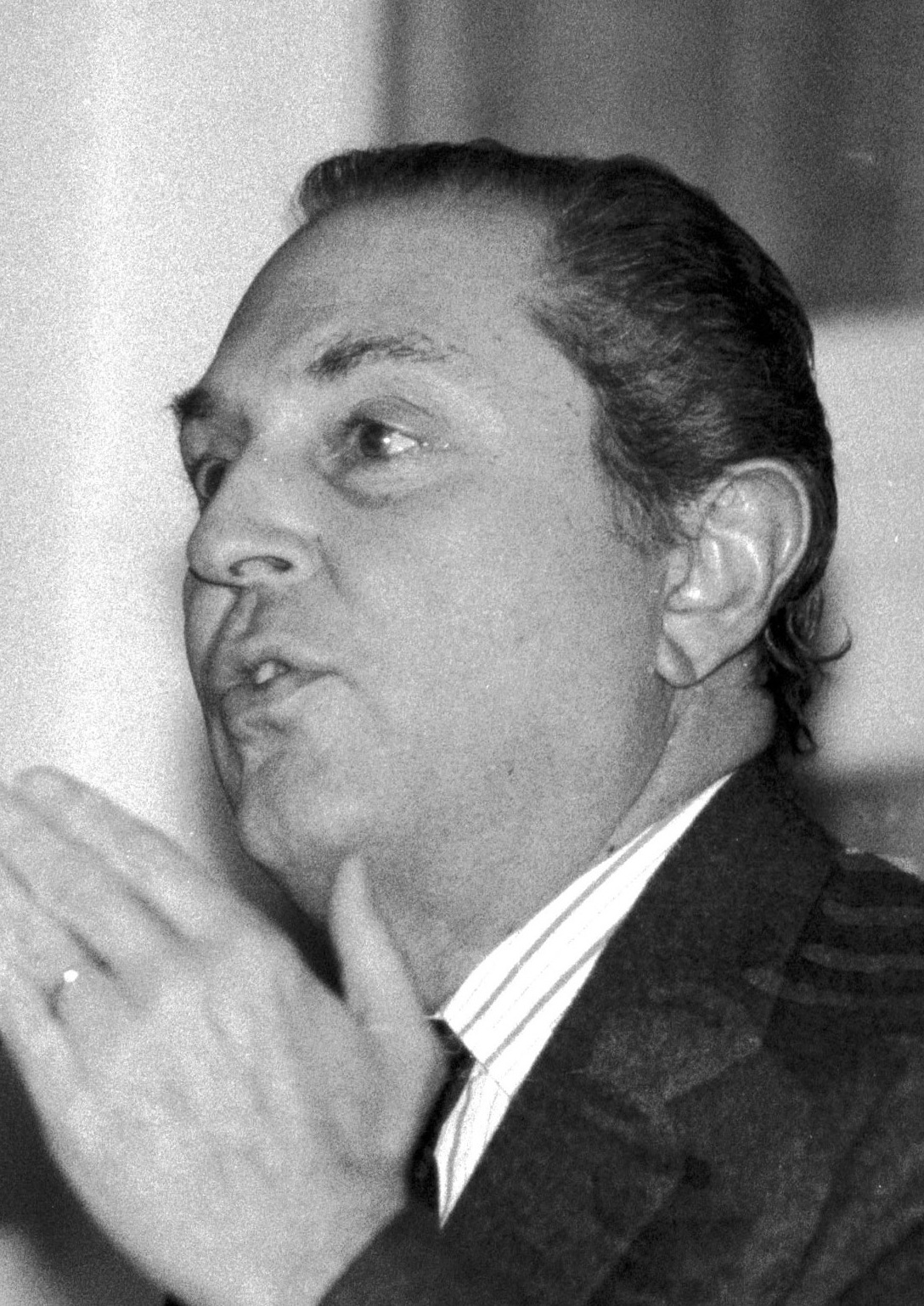
Michel d’Ornano

Michel d’Ornano (ur. 12 lipca 1924 w Paryżu, zm. 1991 w Garches) – francuski hrabia, polityk, działacz kulturalny i przemysłowiec.
Potomek Bonapartów, Sampiero Corso, marszałków Francji Alfonsa d’Ornano, Jana Baptysty d’Ornano, i małżonków Filipa Antoniego d’Ornano i Marii Walewskiej, syn hrabiego Wilhelma (Guillaume, 1898–1985) i Elżbiety Michalskiej z Podzamcza koło Świdnika, a więc pół-Polak, Ornano pobierał nauki w Lycée Carnot i na wydziale prawa paryskiej Sorbony oraz zaczął swą karierę polityczną w 1962 r. jako mer normandzkiego miasta Deauville (1962–1977), w okolicach którego rodzice posiadali swe majątki. W dalszej karierze na stopniu regionalnym był prezydentem regionu Calvados (1979–1991) i także prezydentem Rady Dolnej Normandii (1983–1986). Region zawdzięcza mu połączenie pociągiem turbinowym z Paryża przez Caen do Cherbourga, konstrukcję autostrady przez Normandię oraz, w dziedzinie kultury, stworzenie festiwalu filmów amerykańskich w Deauville.
Zwany „niekoronowanym księciem Normandii” Ornano i jego klan rządzili regionem przez 30 lat. Po ustąpieniu ze stanowiska mera Deauville w 1977 r. Ornano umieścił na nim swą żonę Annę z markizów de Contades. Po jego śmierci w roku 1991 (zmarł potrącony przez samochód) jego zastępczyni Nicole Ameline została deputowaną regionu, a żona Anna objęła prezydenturę regionu Calvados.
Bliski przyjaciel prezydenta Republiki Giscard d’Estainga, Ornano pełnił przez całą jego kadencję różne funkcje ministerialne, m.in. ministra Przemysłu, Kultury i Sztuki i Środowiska.
Wystawiony w 1976 r. jako kandydat Niezależnych Republikanów na mera Paryża, przegrał wybory w swym okręgu wyborczym, zwyciężony przez listę socjalistów z Lionelem Jospinem na czele. W czasie kampanii wyborczej musiał też walczyć z Chirakiem, kandydatem innego odłamu prawicy.
Od lat 70. zaprzyjaźniony z magnatem prasowym Hersantem, Ornano był wiceprezesem jego koncernu prasowego Socpresse i jako taki został w roku 1989, po przejęciu przez Socpresse większości akcji paru gazet polskich, wysłany do Warszawy jako odpowiedzialny wydawca „Rzeczpospolitej”. Współpraca Ornana z redaktorem naczelnym Dariuszem Fikusem nie układała się źle, ale wkrótce Socpresse sprzedała swe udziały innemu koncernowi i misja Ornana w Warszawie zakończyła się.
Wraz z bratem Hubertem i ojcem Wilhelmem Ornano założył w 1946 r. fabryki kosmetyków Jean d’Albret-Orlane, które do dziś są w posiadaniu rodziny (obecnie: Sisley SA).
Z Anną de Contades (ur. 7 grudnia 1936), poślubioną 17 września 1960, miał dwoje dzieci: Katarzynę (Catherine, ur. 2 października 1967) i Jana Wilhelma (Jean-Guillaume, ur. 27 lutego 1969). Po jego śmierci ufundowano nagrodę literacko-filmową Prix Michel d’Ornano, przyznawaną autorom scenariusza, po raz pierwszy użytego przy realizacji filmu (4500 euro) oraz dystrybutorowi tego filmu (12 000 euro). Jego imieniem nazwano ulice (Avenue Michel d’Ornano), stadiony i hale sportowe we wszystkich większych miastach Normandii.